# Zakład Karny w Wadowicach
Zakład Karny w Wadowicach – jednostka typu zamkniętego przeznaczona dla mężczyzn recydywistów z oddziałem dla tymczasowo aresztowanych.

## Historia
Zakład karny w Wadowicach został wybudowany wraz z przyległym sądem w latach 1872–1876. Przeznaczony był dla, znajdującego się wówczas w zaborze austriackim, powiatu wadowickiego.
Obecnie, położony w centrum miasta, składa się z budynku penitencjarnego oraz, połączonego z nim, budynku administracyjnego. Budynek penitencjarny złożony jest z 3 oddziałów mieszkalnych. W piwnicach znajduje się m.in. centrum kulturalno-oświatowe, biblioteka, sala do terapii zajęciowej oraz sala do ćwiczeń rekreacyjnych. W oddziałach mieszkalnych osadzeni mają do dyspozycji 2 świetlice oraz kaplicę pw. Chrystusa Odkupiciela Człowieka poświęconą 22 października 2007 przez ówczesnego arcybiskupa metropolitę krakowskiego kardynała Stanisława Dziwisza.
W 2018 r. zakład został zmodernizowany, a na dachu budynku zainstalowano panele fotowoltaiczne.

## Ucieczki
- 23 sierpnia 2000 uciekło dwóch aresztantów. Wydrążyli oni dziurę w murze więzienia i przedostali się do sąsiadującego z zakładem karnym sądu, a następnie opuścili budynek sądu głównym wejściem[15].
- 29 października 2000 uciekł w niewyjaśnionych okolicznościach z aresztu śledczego Ryszard Niemczyk – pseudonim „Rzeźnik”[15][16].
- 24 września 2003, wykonując pracę poza murami więzienia, uciekł jeden więzień[17].
- 19 listopada 2008 podczas wykonywania pracy poza murami więzienia oddalił się jeden więzień[18].